# Эйкен, Клэй
Клэ́йтон Холмс Э́йкен (англ. Clayton Holmes Aiken, родился 30 ноября 1978 года в Роли, Северная Каролина, США) — американский певец, лауреат American Music Award и Billboard Music Awards.
Получил широкую известность в 2003 году после участия во втором сезоне конкурса American Idol, где занял второе место. Записал альбомы Measure of a Man (2003), Merry Christmas with Love (2004), A Thousand Different Ways (2006), On My Way Here (2008) и Tried and True (2010). В качестве актёра появлялся в телесериалах «Клиника» (2005) и «До смерти красива» (2011), а также в роли самого себя в ситкоме «Студия 30» (2009) и эпизодах мыльных опер «Все мои дети» и «Дни нашей жизни». В 2008—2009 годах играл в бродвейской постановке мюзикла «Спамалот».
В 2008 году стал отцом мальчика, родившегося в результате искусственного оплодотворения. Вскоре после этого совершил каминг-аут как гей, заявив, что хочет воспитывать ребёнка честно и ничего не скрывая. Сотрудничал с такими ЛГБТ-организациями, как GLSEN и «Кампания за права человека».
В 2022 году снова участвовал в праймериз демократов по выборам в Палату представителей США от 4 округа Северной Каролины, но проиграл, набрав 7,37 % голосов.